# Saison 14 d'Alice Nevers : Le juge est une femme
 (janvier 2023).
Si vous disposez d'ouvrages ou d'articles de référence ou si vous connaissez des sites web de qualité traitant du thème abordé ici, merci de compléter l'article en donnant les références utiles à sa vérifiabilité et en les liant à la section « Notes et références ».
Chronologie
Saison 13 Saison 15
Cet article présente les épisodes de la quatorzième saison de la série télévisée Alice Nevers : Le juge est une femme.

## Distribution
- Marine Delterme : Alice Nevers, juge d'instruction
- Jean-Michel Tinivelli : Commandant Fred Marquand
- Guillaume Carcaud : Victor Lemonnier, greffier
- Ahmed Sylla : Noah Diacouné, adjoint de Marquand (épisode 1)
- Mas Belsito : Dr Adam Chahine, chirurgien d'Alice
- Karina Testa : Léa Delcourt, policière du SDLP
- Daniel-Jean Colloredo : Le médecin légiste
- Pierre Santini : Jacques Nevers, père d'Alice
- Gary Mihaileanu : Djbril Kadiri le nouvel adjoint de Marquand

## Liste des épisodes

### Épisode 1:Mort pour la France
- France : 19 mai 2016 sur TF1
- Belgique : 24 avril 2016 sur RTL-TVI

- France : 6,03 millions de téléspectateurs (24,9 % de part de marché)[1] (première diffusion)

### Épisode 2:Survivre
- France : 19 mai 2016 sur TF1
- Belgique : 24 avril 2016 sur RTL-TVI

- France : 5,19 millions de téléspectateurs (24,2 % de part de marché)[1] (première diffusion)

### Épisode 3:Mauvais genre
- France : 26 mai 2016 sur TF1
- Belgique : 1er mai 2016 sur RTL-TVI

- France : 5,90 millions de téléspectateurs (24,6 % de part de marché)[2] (première diffusion)

### Épisode 4:Rebelle
- France : 26 mai 2016 sur TF1
- Belgique : 1er mai 2016 sur RTL-TVI

- France : 5,31 millions de téléspectateurs (26,2 % de part de marché)[2] (première diffusion)

### Épisode 5:Fight
- France : 2 juin 2016 sur TF1
- Belgique : 15 mai 2016 sur RTL-TVI

- France : 6,02 millions de téléspectateurs (24,3 % de part de marché)[3] (première diffusion)

### Épisode 6:Une vie de plus
- France : 2 juin 2016 sur TF1
- Belgique : 15 mai 2016 sur RTL-TVI

- France : 5,15 millions de téléspectateurs (25,7 % de part de marché)[3] (première diffusion)

### Épisode 7:Affaires de famille
- France : 16 juin 2016 sur TF1
- Belgique : 22 mai 2016 sur RTL-TVI

- France : 5,04 millions de téléspectateurs (20,6 % de part de marché)[4] (première diffusion)

### Épisode 8:Dernier recours
- France : 23 juin 2016 sur TF1
- Belgique : 22 mai 2016 sur RTL-TVI

- France : 5,01 millions de téléspectateurs (21,8 % de part de marché)[5] (première diffusion)

### Épisode 9:Ma vie pour la tienne
- France : 4 mai 2017 sur TF1
- Belgique : 29 mai 2016 sur RTL-TVI

- France : 5,99 millions de téléspectateurs (24,1 % de part de marché)[6] (première diffusion)

### Épisode 10:Une femme d'influence
- France : 4 mai 2017 sur TF1
- Belgique : 29 mai 2017 sur RTL-TVI

- France : 4,91 millions de téléspectateurs (23,4 % de part de marché)[6] (première diffusion)